# Castilleja elmeri
Castilleja elmeri là loài thực vật có hoa thuộc họ Cỏ chổi. Loài này được Fernald mô tả khoa học đầu tiên năm 1898.

## Hình ảnh

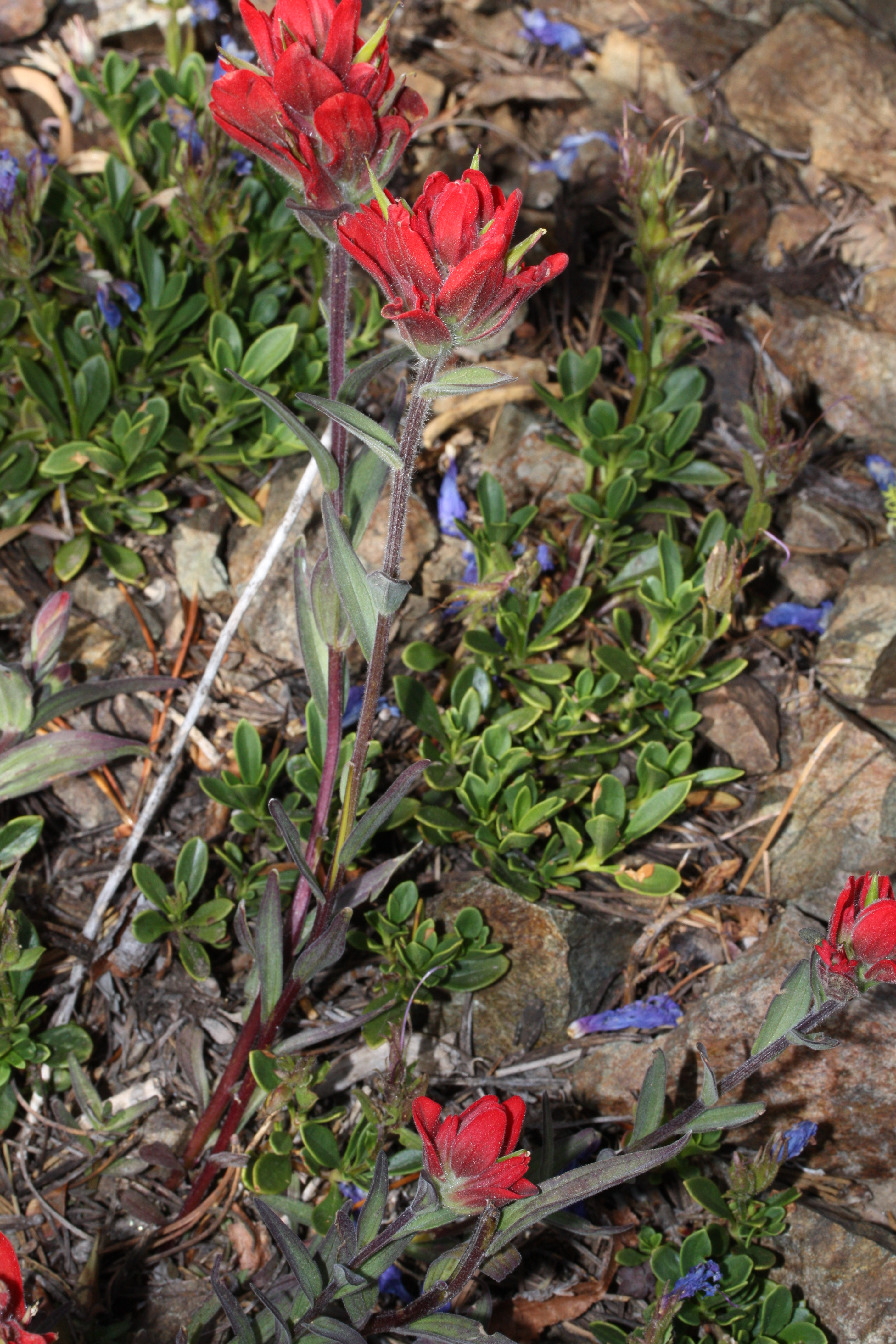
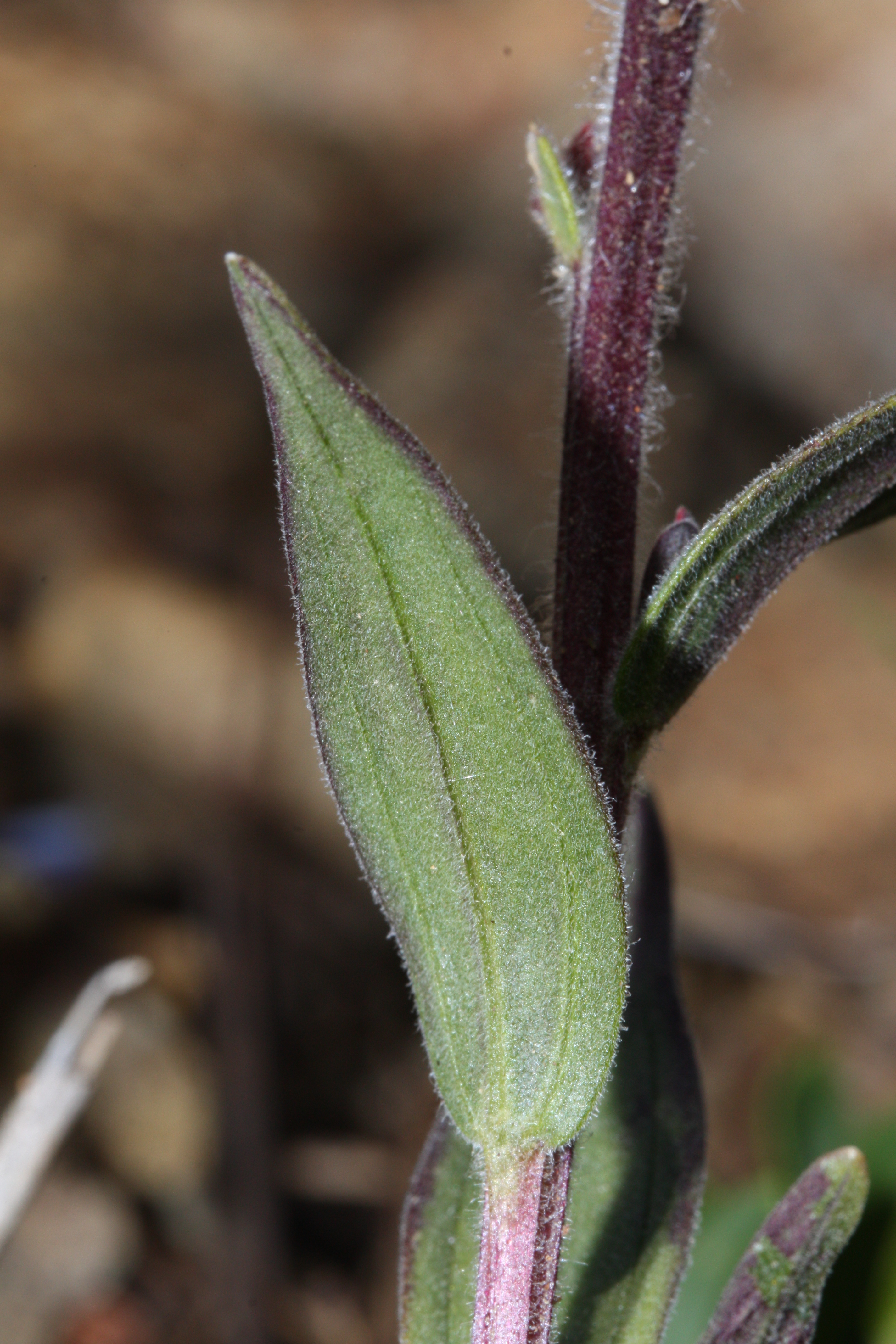
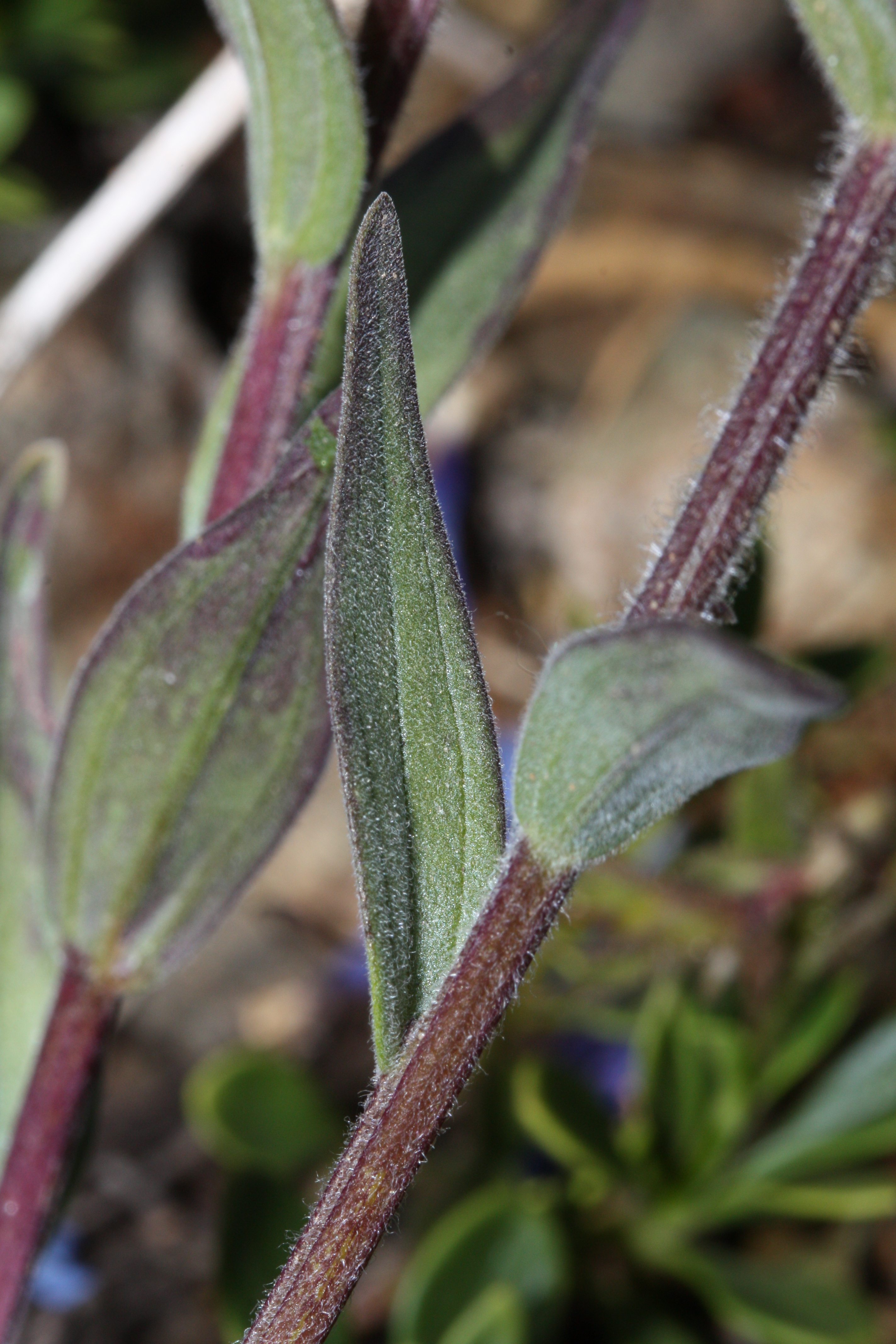
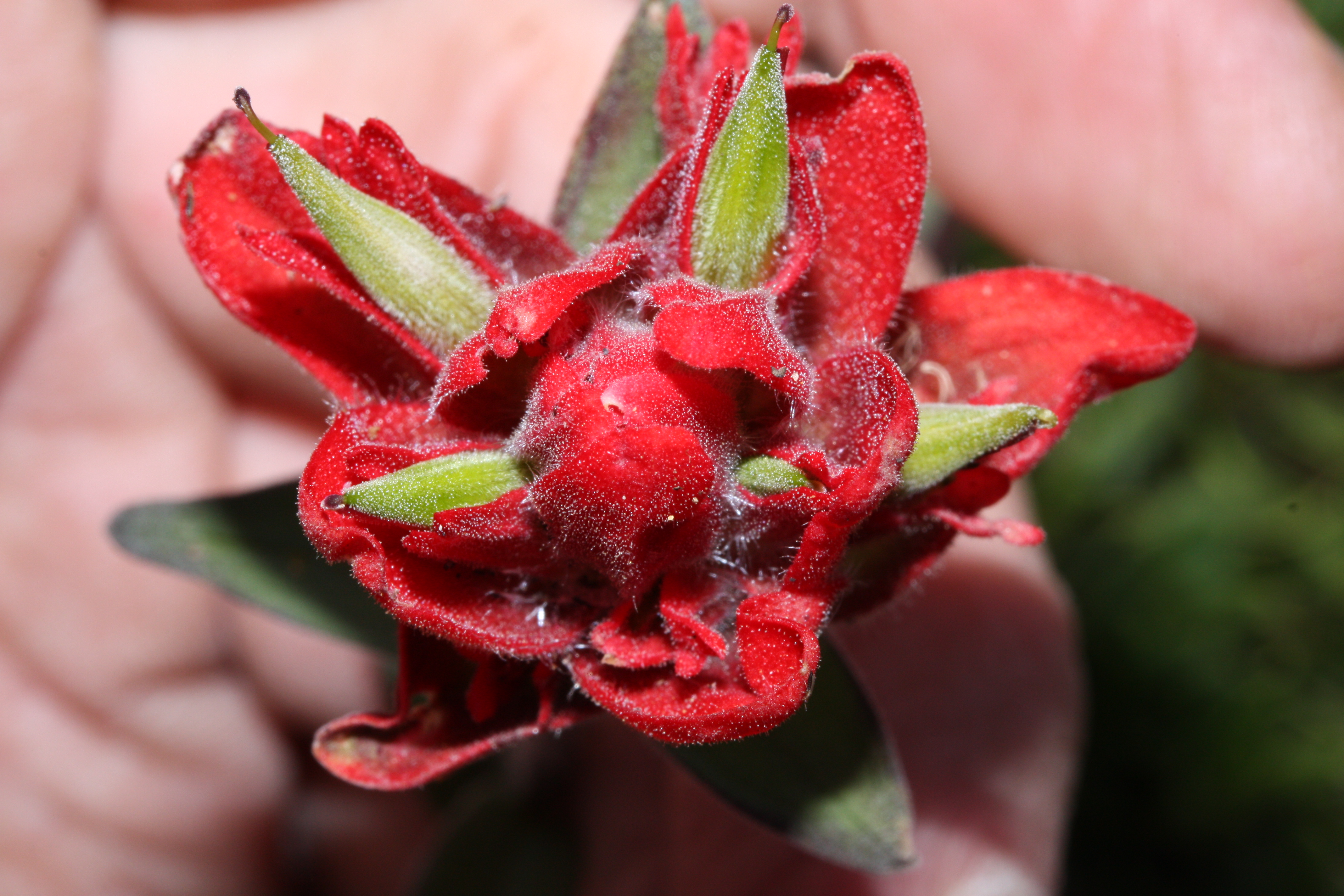